# Guerrier jaguar
Les guerriers jaguars (du mot nahuatl « ocelotl », pluriel « ocelomeh ») constituaient un ordre militaire  professionnel  dans l'armée aztèque, au même titre que les guerriers aigles. On les englobe d'ailleurs parfois sous le même terme : « cuauhtloceotl ». Ils représentaient l'élite des combattants et étaient parfois anoblis au mérite pour devenir des chevaliers jaguars. Il existe peu de témoignages du rôle exact qu'ils jouaient dans les batailles. 